# Xalimego

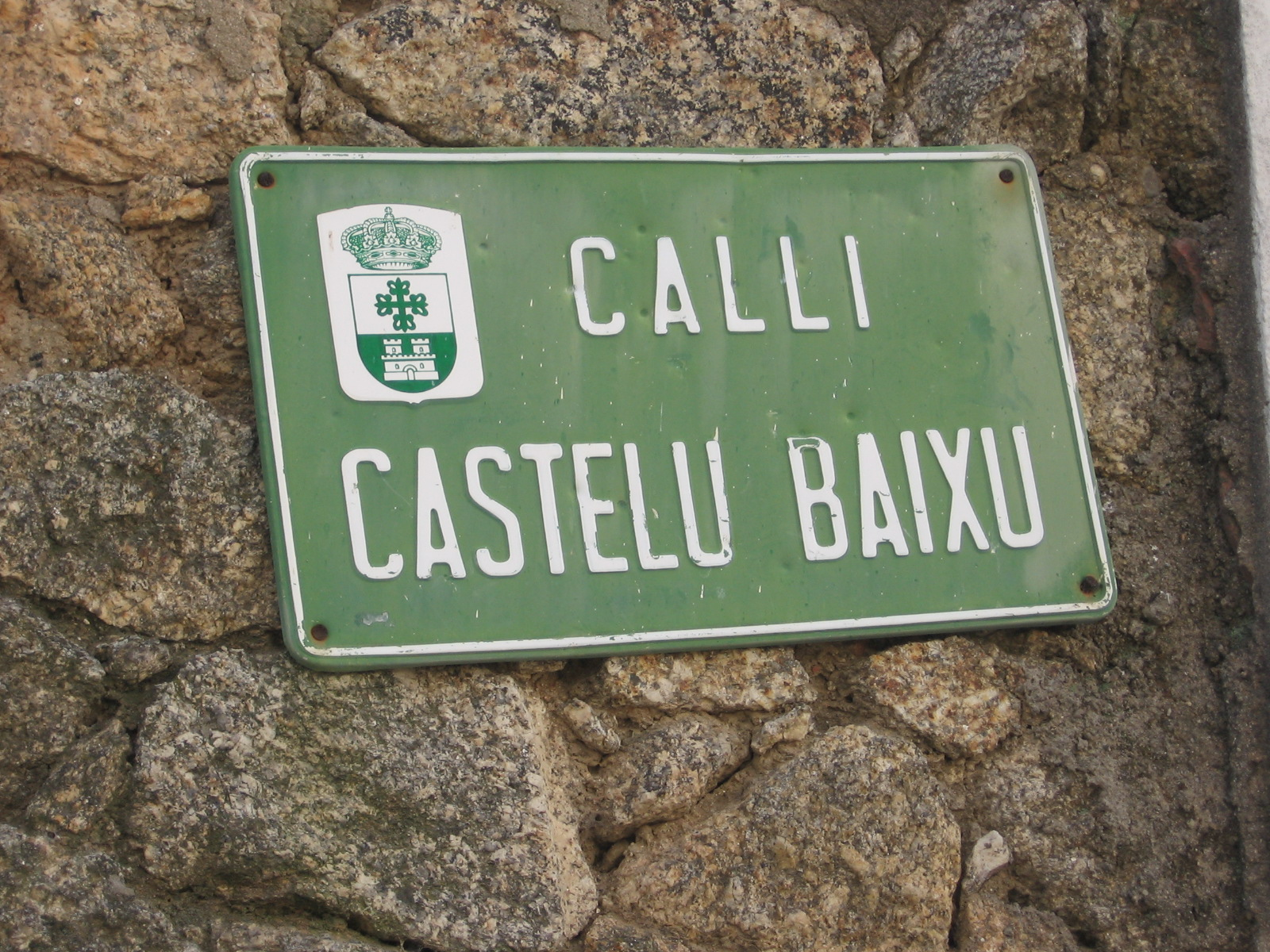
Placa toponímica em Eljas

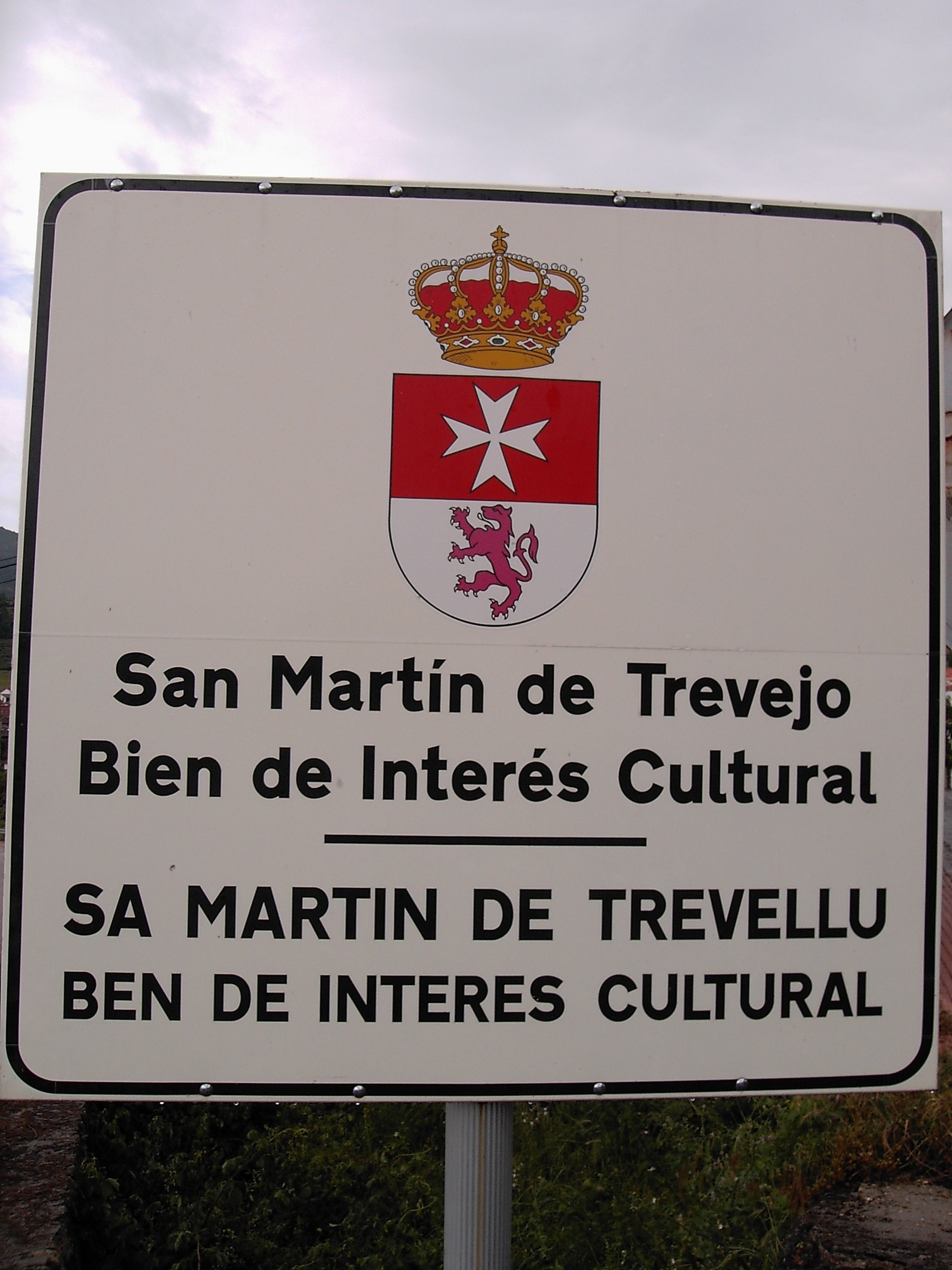
Placa escrita em castelhano e na fala, em baixo, em São Martinho

A fala da Estremadura, fala de Xálima, ou fala dos Três Lugares (fala dus Tres Lugaris, em fala) é uma variedade linguística do galaico-português usada por cerca de 10 500 pessoas na parte mais ocidental da província de Cáceres, na Espanha, junto à fronteira portuguesa.
É utilizada numa área conhecida por vale de Xálima ou vale do rio Elhas (ou Eljas), no noroeste da província de Cáceres, na região espanhola da Estremadura. Foi declarada Bem de Interesse Cultural pela administração da Estremadura em 20 de março de 2001. Em 2016 um grupo de peritos elaborou uma proposta de ortografia baseada na portuguesa.
É também conhecida por galego da Estremadura e por valego.
Tradicionalmente, não existe um nome único que abranja as três variantes que se falam em cada um dos três concelhos do vale. Os nomes populares são:
- o manhego (mañegu, na sua fala), falado em Sã Martim de Trevelho;[1][9]
- o valverdeiro (valverdeiru, na sua fala), falado em Valverde do Fresno;[1][9]
- o lagarteiro (lagarteiru, na sua fala), falado nas Elhas.[1][9]

Segundo alguns filólogos, existe uma forte relação entre estas falas e os dialectos portugueses falados no Concelho do Sabugal, em Portugal.

## Falantes
No vale, existem cerca de cinco mil falantes destas três variantes. Como consequência da emigração, existem à volta de cinco mil naturais da região que vivem fora e que mantêm o uso familiar da língua. Regressam no verão, reforçando a utilização do idioma.
A fala é a língua habitual da população, com a excepção dos funcionários do estado, da polícia e de outras pessoas vindas de fora do vale. Não há perda linguística com as gerações mais novas, ainda que Valverde se possa dizer ser o concelho mais castelhanizado. A partir de 1960, o número de castelhanismos na língua falada aumentou progressivamente, devido à escola, ao serviço militar e aos meios de comunicação.

## Estudos
As primeiras referências filológicas conhecidas sobre a fala foram realizadas por Fritz Krüger, em 1925, e por Otto Fink, em 1929, ao estudarem o castelhano dialectal da zona. José Leite de Vasconcelos realizou uma outra investigação entre 1929 e 1933, ainda mostrando fenómenos que nunca voltaram a registar-se nos estudos seguintes, que a aproximava do Português, sendo então a opinião de se tratar de um dialecto do português unânime.
O primeiro investigador a referir-se a esta fala como de origem galega, comparando-a com os forais de Castelo-Rodrigo (1209) e relacionando-a com a possível chegada de povoadores galegos à zona nos séculos XII e XIII foi Lindley Cintra, em 1959: "O falar fundamentalmente galego, mas com leonesismos, de Castelo Rodrigo e Riba-Coa no séc. XIII, o falar também essencialmente galego da região de Xálima, outra coisa não são, segundo creio, do que falares destes núcleos de repovoadores galegos tão frequentemente recordados pela toponímia".
Clarinda de Azevedo também se refere a esta repovoação, afirmando a sua relação com um galaico-português arcaico e portanto maior proximidade com o galego actual. José Luis Martín Galindo crê que as falas são anteriores a uma possível repovoação galega, mas esta tese não conquistou muitos partidários.
Xosé Henrique Costas González nos seus estudos afirma a galeguidade destas falas estabelecendo a sua origem na repovoação por galegos nos séculos XII e XIII e a interferência de leonesismos como consequência dum longo contacto com o leonês. A existência de palavras galegas na Serra de Gata e no sudoeste de Salamanca poderia indicar que a extensão da fala na Idade Média tivesse sido maior do que na actualidade. Frías Conde também se mostra partidário da galeguidade destas falas. José Enrique Gargallo Gil fala de um galego-português fronteiriço e arcaizante, admitindo uma maior vinculação com o galego de que com o português. Juan Manuel Carrasco González classifica a fala como a terceira variedade do galego-português.
No ano de 1999, celebrou-se um congresso sobre a Fala, com a intervenção dos principais investigadores.

## Sondagens sociolinguísticas
Em 1992, uma sondagem realizada por José Enrique Gargallo Gil (professor da Universidade de Barcelona) a alunos falantes da fala revelou os seguintes dados, relativamente ao uso do Castelhano no seio familiar:
- 4 dos 29 entrevistados de Sã Martim de Trevelho usam o castelhano quando falam com a família
- em Elhas, o número desce para apenas 3, em 54 entrevistados
- em Valverde, 25 de 125 entrevistados usa o castelhano neste contexto

Em 1993, foi publicada uma sondagem no número 30 da Revista Alcántara, realizada por José Luis Martín Galindo, que mostrava as seguintes percentagens de autoidentificação, em São Martinho de Trebelho:
- Dialecto do castelhano: 13%
- Dialecto do português: 20%
- Língua autónoma: 67%

Deve salientar-se que na referida sondagem participaram apenas 20 pessoas, num total de 960 habitantes, não existindo a hipótese de responder "Galego" ou "Variante do galego". A ausência destas opções era lógica na altura, dado que as teorias da possível relação com o galego eram recentes.
Em 1994, um novo estudo indica que 80% dos entrevistados aprendeu a falar castelhano na escola, sendo a percentagem do uso da fala na família como se segue:
- 100% dos pais de Elas afirmam falar a língua autóctone ao conversarem com seus filhos.
- 85%, em São Martinho.
- 73%, em Valverde.

## Amostra de texto
| Língua    | Amostra                                                                                               |
| --------- | --- |
| Xalimego  | De fel u ben, nun temus que sansalmus nunca; ya chegará u día que arrecollamus u que hemus sembráu.   |
| Galego    | De facelo ben, non temos de nos cansar xamais; xa chegará o día en que recolleremos o que sementamos. |
| Português | De fazer o bem, não temos de nos cansar jamais; já chegará o dia em que recolheremos o que semeamos.  |